# Distretto di Mascara
Il distretto di Mascara è un distretto della Provincia di Mascara, in Algeria.

## Comuni
Il distretto di Mascara comprende 1 comune:
- Mascara